# Stanisław Cwynar (pilot)
Stanisław Cwynar (ur. 21 listopada 1897 w Orzechówce, zm. 9 maja 1982 w Nottingham) – pułkownik pilot Wojska Polskiego, dowódca 213. i 214. eskadry bombowej, w czasie wojny obronnej Polski dowodził XV dywizjonem bombowym. Jako pilot Polskich Sił Powietrznych dowodził 300. dywizjonem bombowym PSP. Kawaler Virtuti Militari, brat Michała Cwynara, asa myśliwskiego i dowódcy 316. dywizjonu myśliwskiego PSP.

## Życiorys
Syn Jana i Marii, miał pięcioro rodzeństwa. Szkołę powszechną i gimnazjum ukończył w Brzozowie. Zgłosił się do służby w Legionach Polskich, w trakcie I wojny światowej walczył m.in. pod Gródkiem Jagiellońskim. Po odzyskaniu niepodległości przez Polskę zgłosił się do służby w odrodzonym Wojsku Polskim, został skierowany na szkolenie w Szkole Podchorążych w Kutnie. Po promocji na stopień podporucznika został przydzielony do Honorowej Gwardii Marszałka Józefa Piłsudskiego.
Na własną prośbę został przeniesiony do lotnictwa. Po kursie pilotażu w Dęblinie otrzymał przydział do 3. pułku lotniczego. W 1928 r. wykładał nawigację w Oficerskiej Szkole Lotnictwa, a następnie w Centrum Wyszkolenia Oficerów Lotnictwa. W 1934 r. objął dowództwo nad plutonem w 33. eskadrze towarzyszącej. W 1937 r. został awansowany na stopień kapitana.
1 listopada 1937 r. objął stanowisko dowódcy 213. eskadry bombowej. 20 października 1938 r. przekazał dowództwo kpt. pil. Józefowi Wyrzykowskiemu, 30 października objął dowództwo nad 214. eskadrą bombową i sprawował to stanowisko do momentu rozwiązania eskadry w marcu 1939 r.
W marcu objął dowództwo nad nowo sformowanym XV dywizjonem bombowym i w jego składzie walczył podczas wojny obronnej. Pomimo braku rozkazów z dowództwa samodzielnie podjął decyzję zmiany miejsca postoju dywizjonu i operowania z lotniska w Podlodowie, które zapewniało efektywne wykorzystanie posiadanych samolotów do atakowania niemieckich kolumn pancernych. 14 września dowodził wyprawą bombową atakującą czołgi nieprzyjaciela w rejonie Zamościa, dzień później poprowadził samoloty dywizjonu do ataku na niemieckie kolumny w okolicach Radomia. Z powodu mgły i nieodnalezienia celu zaatakowano niemieckie jednostki pomiędzy Włodzimierzem Wołyńskim a Sokalem.
Po agresji ZSRR na Polskę 18 września ewakuował się z jednostką na teren Rumunii, a następnie przedostał do Francji. Stąd został skierowany do Wielkiej Brytanii, gdzie zajął się tworzeniem dywizjonu 300. Otrzymał numer służbowy RAF 76610. Początkowo pełnił funkcję dowódcy eskadry „A”, ale już wkrótce objął stanowisko zastępcy dowódcy dywizjonu. 12 marca 1941 r., po starcie z lotniska Mildenhall, atakował cele w Hamburgu. 23 marca pilotowany przez niego Wellington z powodu przeciążenia nie zdołał oderwać się od pasa startowego, maszyna nie nadawała się do naprawy. W nocy z 17 na 18 kwietnia brał udział w nalocie na Berlin, bomby zrzucone z pilotowanego przez niego samolotu spowodowały pożary w rejonie Berlin Ostbahnhof i na Alexanderplatz. 18 czerwca został mianowany dowódcą dywizjonu 300, zbiegło się to też z przeniesieniem jednostki na lotnisko Hemswell i znaczną poprawą warunków bytowych polskich lotników. 12 sierpnia poprowadził załogę, nie mającą doświadczenia bojowego, do nalotu nad port w Hawrze. Z powody złych warunków atmosferycznych misja została odwołana, ale wiadomość o tym nie dotarła do załogi, która przeprowadziła skuteczny atak. 14 sierpnia jego doświadczenie okazało się niewystarczające, aby ta sama załoga odnalazła cel w Hamburgu.
Turę lotów bojowych zakończył 26 stycznia 1942 r., tego też dnia zdał dowództwo nad dywizjonem 300. Następnie objął stanowisko szefa wyszkolenia 18 Operational Training Unit. Po zakończeniu II wojny światowej nie zdecydował się na powrót do Polski i pozostał na emigracji w Wielkiej Brytanii. Pełnił funkcję dowódcy stacji RAF w Newton, 15 stycznia 1946 r. został dowódcą Polskiej Stacji Bombowej w Faldingworth. Po demobilizacji brał aktywny udział w życiu Polonii, był aktywnym działaczem Stowarzyszenia Lotników Polskich.
Zmarł 9 kwietnia 1982 r. w Nottingham i tam został pochowany. W późniejszym czasie jego prochy zostały sprowadzone do Polski i złożone w grobie rodzinnym w Orzechówce.

## Ordery i odznaczenia
Za swą służbę otrzymał odznaczenia:
- Krzyż Srebrny Virtuti Militari nr 9033,
- Krzyż Walecznych – czterokrotnie,
- Medal Lotniczy – czterokrotnie,
- Polowa Odznaka Pilota,
- Distinguished Flying Cross.